# 문효공과 정경부인 영정
문효공과 정경부인 영정(文孝公과 貞敬夫人 影幀)은 대한민국 전북특별자치도 무주군 무풍면에 있는 조선 전기의 문신인 문효공 하연 선생과 그 부인의 초상화이다.
1977년 12월 31일 전라북도의 유형문화재 제81호로 지정되었다.

## 개요
조선 전기의 문신인 문효공 하연 선생과 그 부인의 초상화이다.
하연은 조선 태조 때에 문과에 급제한 후, 우의정과 좌의정을 거쳐 세종 31년(1449)에는 영의정에까지 올랐다. 그의 문집인『경재집』에서는 원래 효성이 지극하고 그림에도 뛰어났던 아들 하우명이 이들의 초상화를 직접 그린 적이 있다고 적고 있다. 이로 미루어, 이 그림 역시 하우명이 그린 원본을 보고 옮겨 그린 것으로 추정되는데, 합천이나 청원의 영당에 보존되고 있는 부부상에 비해 높은 품격을 갖추고 있다.
그림에 보이는 부인의 의복과 모자는 조선 전기 여인의 의복사를 연구하는데 귀중한 자료가 되고 있다. 맨 윗부분이 뚫리고 좌우의 귀를 덮은 모자의 모양은 조선시대 여인들이 외출할 때에 머리에 쓰고 다니던 조바위의 전신으로 보인다.
조선 전기에는 부부를 함께 그리는 부부초상화가 유행하였던 듯 하여, 하연의 부부상 이외에 박연의 부부상, 조반의 부부상 등이 여러 폭 전해온다. 조선 중기 이후 여인의 초상화가 희귀해진 사실과 비교할 때 이 부부상이 지니는 회화사적 의의는 크다.

## 같이 보기
- 하연
- 백산서원 - 전라북도 문화재자료 제158호

## 참고 자료
- 문효공과정경부인영정 - 국가유산청 국가유산포털